# Kąty (powiat rawicki)
Kąty (niem. Lindenhof) – wieś w Polsce położona w województwie wielkopolskim, w powiecie rawickim, w gminie Rawicz.

## Historia
W 1824 r. wieś nazywała się Hoffmanns-Vorwerk, w 1831 Scharf-Vorwerk, a od 1878 r. Lindenhof.
W okresie międzywojennym w miejscowości stacjonowała placówka Straży Granicznej I linii „Kąty”.
W latach 1975–1998 miejscowość należała administracyjnie do województwa leszczyńskiego.